# Cerbera inflata
Cerbera inflata là một loài thực vật có hoa trong họ La bố ma. Loài này được S.T.Blake mô tả khoa học đầu tiên năm 1959.